# Coupe du Portugal de football 1948-1949
Navigation
1947-1948 1950-1951

La Coupe du Portugal de football 1948-1949 est la 10e édition de la Coupe du Portugal de football, considéré comme le deuxième trophée national le plus important derrière le championnat. 
La finale est jouée le 12 juin 1949, au stade national du Jamor, entre le Benfica Lisbonne et le Atlético Clube de Portugal. Le Benfica remporte son quatrième trophée en battant l'Atlético CP 2 à 1.

## Finale
| 12 juin 1949 | Benfica Lisbonne | 2 - 1   | Atlético Clube de Portugal | Stade national du Jamor       |                               |
|              |                  | (0 - 0) |                            | Arbitrage : Paulo de Oliveira | Arbitrage : Paulo de Oliveira |
|              | Feuille de match |         |                            | Arbitrage : Paulo de Oliveira | Arbitrage : Paulo de Oliveira |